# تسوتومو فوجیهارا
تسوتومو فوجیهارا (انگلیسی: Tsutomu Fujihara؛ زادهٔ ۱۳ اکتبر ۱۹۸۰) بازیکن فوتبال اهل ژاپن است.
از باشگاه‌هایی که در آن بازی کرده‌است می‌توان به باشگاه فوتبال آویسپا فوکوئوکا و باشگاه فوتبال سرزو اوساکا اشاره کرد.